# 2004년 MTV 무비 어워드
제13회 MTV 무비 & TV 어워드는 2004년 5월 5일에 열린 시상식이다.

## 수상 및 후보

### 최고의 영화상
- 반지의 제왕 3 - 왕의 귀환 - 피터 잭슨 수상
- 니모를 찾아서 - 앤드류 스탠튼
- 캐리비안의 해적 - 블랙 펄의 저주 - 고어 버빈스키
- 엑스맨 2 - 엑스투 - 브라이언 싱어
- 첫 키스만 50번째 - 피터 시걸

### 최고의 남자배우상
- 캐리비안의 해적 - 블랙 펄의 저주 - 조니 뎁 수상
- 사랑도 통역이 되나요? - 빌 머레이
- 라스트 사무라이 - 톰 크루즈
- 첫 키스만 50번째 - 아담 샌들러
- 패션 오브 크라이스트 - 제임스 카비젤

### 최고의 여자배우상
- 킬 빌 - 1부 - 우마 서먼 수상
- 고티카 - 할리 베리
- 첫 키스만 50번째 - 드류 베리모어
- 브링 다운 더 하우스 - 퀸 라티파
- 몬스터 - 샤를리즈 테론

### 남우신인상
- 엑스맨 2 - 엑스투 - 숀 애쉬모어 수상
- 28일 후 - 킬리언 머피
- 유 갓 서비드 - Omarion
- 홀즈 - 샤이아 라버프
- 분노의 질주 2 - 루다크리스

### 여우신인상
- 프리키 프라이데이 - 린제이 로한 수상
- 텍사스 전기톱 연쇄살인사건 - 제시카 비엘
- 캐리비안의 해적 - 블랙 펄의 저주 - 키이라 나이틀리
- 사랑도 통역이 되나요? - 스칼릿 조핸슨
- 써틴 - 에반 레이첼 우드

### 최고의 키스상
- 스타스키와 허치 - 카르멘 엘렉트라, 오웬 윌슨 & 에이미 스마트 수상
- 엑스맨 2 - 엑스투 - 숀 애쉬모어 & 안나 파킨
- 매트릭스 2 - 리로디드 - 키아누 리브스 & 모니카 벨루치
- 브루스 올마이티 - 짐 캐리
- 몬스터 - 샤를리즈 테론 & 크리스티나 리치

### 최고의 싸움상
- 킬 빌 - 1부 - 우마 서먼 vs 쿠리야마 치아키 수상
- 웰컴 투 더 정글 - 드웨인 존슨
- 엑스맨 2 - 엑스투 - 휴 잭맨 vs 켈리 후
- 브링 다운 더 하우스 - 퀸 라티파 vs 미시 파일
- 매트릭스 2 - 리로디드 - 키아누 리브스 vs 휴고 위빙

### 최고의 악당상
- 킬 빌 - 1부 - 루시 리우 수상
- 캐리비안의 해적 - 블랙 펄의 저주 - 제프리 러시
- 폰 부스 - 키퍼 서덜랜드
- 텍사스 전기톱 연쇄살인사건 - 앤드류 브리니아스키
- 미녀 삼총사 2 - 맥시멈 스피드 - 데미 무어

### 최고의 코믹연기상
- 스쿨 오브 락 - 잭 블랙 수상
- 캐리비안의 해적 - 블랙 펄의 저주 - 조니 뎁
- 엘프 - 윌 페렐
- 브루스 올마이티 - 짐 캐리
- 니모를 찾아서 - 엘런 드제너러스

### 최고의 호흡상
- 첫 키스만 50번째 - 아담 샌들러 수상
- 스쿨 오브 락 - 잭 블랙 & 락 밴드
- 나쁜 녀석들 2 - 윌 스미스 & 마틴 로렌스
- 스타스키와 허치 - 벤 스틸러 & 오웬 윌슨
- 캐리비안의 해적 - 블랙 펄의 저주 - 조니 뎁 & 올란도 블룸

### 최고의 액션장면
- 반지의 제왕 3 - 왕의 귀환 수상
- 미녀 삼총사 2 - 맥시멈 스피드
- 터미네이터 3 - 라이즈 오브 더 머신
- 나쁜 녀석들 2

### 최고의 댄스장면
- 아메리칸 파이 3 - 아메리칸 웨딩 - 숀 윌리엄 스코트 수상
- 유 갓 서비드 - 오마리온 그랜드베리
- 미녀 삼총사 2 - 맥시멈 스피드 - 드류 베리모어, 카메론 디아즈 & 루시 리우
- 폴리와 함께 - 벤 스틸러 & 제니퍼 애니스톤
- 브링 다운 더 하우스 - 스티브 마틴

### 최고의 유럽계 연기자상
- 마틴 맥커친 수상
- 케이트 베킨세일
- 폴 베타니
- 사만다 모튼
- 킬리언 머피